# Thierry Zig
Thierry Albert Zig (Bondy, 4 luglio 1975) è un ex cestista francese.

## Palmarès
- Semaine des As: 1

Digione: 2004